# ウェストデモイン (アイオワ州)
ウェストデモイン（West Des Moines）は、アメリカ合衆国アイオワ州のポーク郡にある都市。人口は6万8723人（2020年）。州都デモインの西に位置する郊外都市である。市域の一部はダラス郡とウォーレン郡に入っている。

## 歴史
1893年に法人化した歴史ある町である。1938年までは「バレージャンクション」という名前だった。鉄道ジャンクションが名の由来であり、複数の路線が分岐する鉄道交通の要衝だった。しかしアメリカの鉄道が衰退期に入ると町の経済も傾き始めた。幸いデモインの都市圏拡大により人口が急増したため経済活動も回復した。現在はベッドタウンとして機能している。

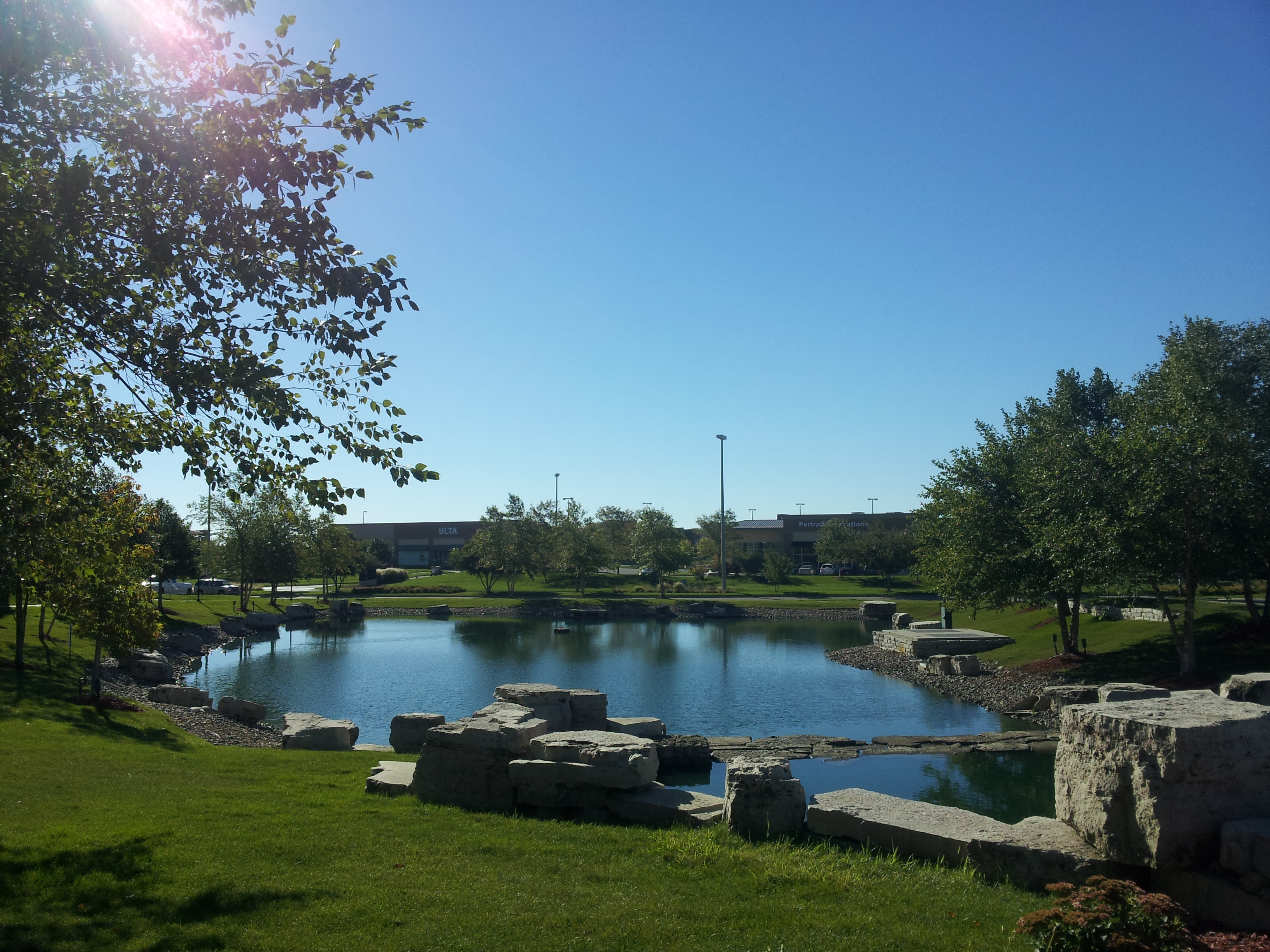
ジョーダン・クリーク